# Fagnano
Fagnano také nazývané Cami (španělsky Lago Fagnano nebo Lago Cami) je jezero na ostrově Ohňová země na hranicích argentinské provincie Ohňová země v Argentině a chilského regionu Magallanes y la Antártica Chilena v Chile. Je tektonicko-ledovcového původu. Má rozlohu 645 km² (z toho je 606 km² v Argentině a 39 km² v Chile). Je z východu na západ 98 km dlouhé (z toho je 72,5 km v Argentině a 13,5 km v Chile). Dosahuje maximální hloubky 200 m.

## Vodní režim
Z jeho západního konce odtéká řeka Azopardo do fjordu Almirantazgo

## Historie
Jezero je pojmenováno na počest italského badatele J. Fagnana, který ho v roce 1886 objevil.

## Osídlení pobřeží
Na východním břehu leží město Tolhuin